# Bothus ellipticus
Bothus ellipticus är en fiskart som först beskrevs av Poey, 1860.  Bothus ellipticus ingår i släktet Bothus och familjen tungevarsfiskar. Inga underarter finns listade.